# Bellflower (pel·lícula)
Bellflower és una pel·lícula estatunidenca de caràcter dramàtic produïda, escrita, dirigida, muntada i interpretada per Evan Glodell. Estrenada el 2011, data en què guanyà el premi a la millor pel·lícula al festival Internacional de Cinema de Catalunya (secció Òrbita); Bellflower rep majoritàriament crítiques positives.

## Argument
L'argument de la pel·lícula gira entorn de l'entrada en l'edat adulta de dos amics, Woodrow (Glodell) i Aiden (Dawson), que esperen la fi del món construint artefactes tipus Mad Max. L'arribada a les seves vides de Milly (Wiseman) posarà en marxa efectes més devastadors que els seus fantasmes apocalíptics...

## Repartiment
- Evan Glodell: Woodrow
- Jessie Wiseman: Milly
- Tyler Dawson: Aiden
- Rebekah Brandes: Courtney
- Vincent Grashaw: Mike
- Zack Kraus: Elliot
- Keghan Hurst: Sarah
- Alexandra Boylan: Caitlin

## Critiques
El portal Rotten Tomatoes diu que un 73% de 74 crítics han donat una opinió positiva sobre la pel·lícula, amb una nota mitjana de 6,8/10

La crítica que genera més consens és: 
| « | Aquesta visió ardent i estilitzada de la fi del món agrega gèneres diferents i revela el guionista/director/actor Evan Glodell com un talent a seguir. | » |

. El portal Metacritic dona una nota de 72 sobre 100 indicant crítiques positives

## Premis
Va rebre el Premi Carnet Jove Fantàstic al XLIV Festival Internacional de Cinema Fantàstic de Catalunya.